# روبرت ليفينغستون (ممثل)
روبرت ليفينغستون (بالإنجليزية: Robert Livingston)‏ هو ممثل أمريكي، ولد في 9 ديسمبر 1904 في الولايات المتحدة، وتوفي بنفس المكان في 7 مارس 1988.

## وصلات خارجية
- روبرت ليفينغستون على موقع IMDb (الإنجليزية)
- روبرت ليفينغستون على موقع روتن توميتوز (الإنجليزية)
- روبرت ليفينغستون على موقع ألو سيني (الفرنسية)
- روبرت ليفينغستون على موقع إن إن دي بي (الإنجليزية)
- روبرت ليفينغستون على موقع قاعدة بيانات الفيلم (الإنجليزية)